# 夫概
夫概（？—？），姬姓，名夫概，中国春秋时期吴王夷昧之子，吳王阖闾之弟。
夫概在前506年的吴楚战争中为吴国先锋，柏举之战立下大功，与阖闾、孙武、伍子胥等率吴军攻入郢都。后来秦国出兵救楚，败吴于稷（在今河南桐柏）。夫概退回吴国，自立为王。不久，被阖闾打败，逃到楚国， 楚封之堂谿（今河南省西平县），称为堂谿氏。
夫概墓在河南泌阳沙河店镇境内，俗称吴王冢。
吴王阖闾使弟夫概筑城为王邑。因城狭而长，故名长城，秦后地属乌程县，晋太康三年（282年）始置长城县。公元908年，吴越王改长城县为长兴县，浙江省长兴县名由此始。